# Karścino
Karścino (deutsch Kerstin) ist ein Dorf in der polnischen Woiwodschaft Westpommern und gehört zur Stadt-und-Land-Gemeinde Karlino (Körlin an der Persante) im Powiat Białogardzki (Kreis Belgard an der Persante).

## Geographische Lage und Verkehrsanbindung
Das ehemalige Kirch-, Bauern- und Gutsdorf Karścino liegt in Hinterpommern, nördlich einer Nebenstraße, die Karlino (Körlin, 7 km) mit Gościno (Groß Jestin, 10 km) verbindet und von der bei Lisiny (Fuchsmühle) eine Straße nach Karścino und weiter bis Włościbórz (Lustebuhr) abzweigt. Die frühere Kreisstadt Kołobrzeg (Kolberg) ist 30 Straßen-Kilometer entfernt, und die Entfernung zur jetzigen Kreismetropole Białogard (Belgard) beträgt 17 Kilometer.
Die nächste Bahnstation ist Karlino an der Bahnstrecke Szczecinek–Kołobrzeg (Neustettin – Kolberg). Von 1915 bis in die 1960er Jahre war Kerstin alias Karścino selbst Bahnstation an der Bahnstrecke Groß Jestin–Körlin (Gościno-Karlino) der Kolberger Kleinbahn, später der Polnischen Staatsbahn (PKP).

## Ortsname
Als Namensformen sind überliefert: Karstino (1276), Kestine (1618), Kerstin (bis 1945). Die Bezeichnung geht wohl auf das wendische „Karczuje“ = „roden“ zurück.

## Geschichte

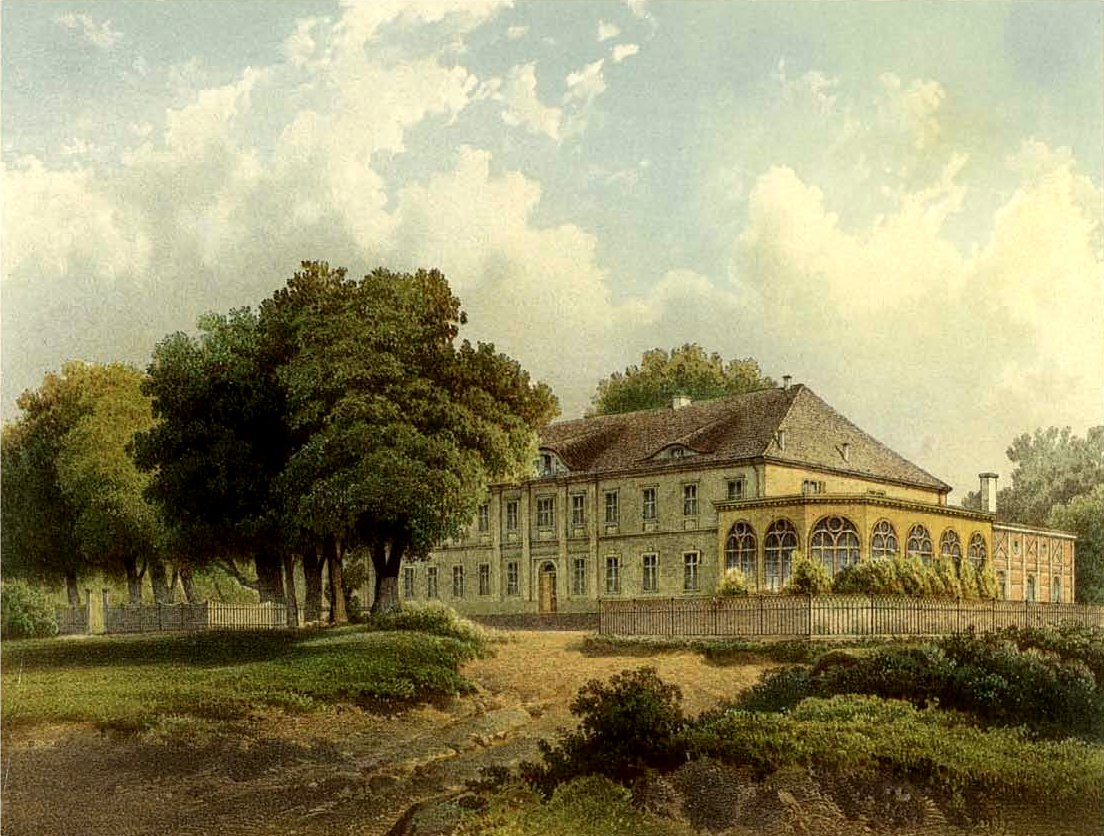
Herrenhaus des früheren Ritterguts Kerstin, Lithographie aus der Sammlung Alexander Duncker

Kerstin war im Mittelalter von deutschen Bauern in der Form eines Hufeisendorfes angelegt und im 19. Jahrhundert ausgebaut und verdichtet worden. Der Gutshof lag am östlichen Ortsrand.
Im Jahre 1276 wurde der Ort erwähnt, als der Camminer Bischof Hermann von Gleichen der Kolberger Domkirche ihre Besitzungen bestätigte, darunter Einkünfte in Karstino. 1545 erschien das Dorf wieder namentlich bei einer Visitation der Rügenwalder Kirche mit der Feststellung, dass Henninck Manduwel zu Kerstin Geld schuldete. Im Jahre 1565 saßen die Brüder Lorentz und Hanns Manduwel auf Kerstin, 1572 wurden Hans und Hennigs Erben genannt. Kerstin erweist sich demnach als ein altes Manteuffelsches Lehen, das auch noch 1666 im Besitz dieser Familie war. Von 1764 bis 1945 gehörte Kerstin dann in ununterbrochener Folge der ursprünglich aus Ostpreußen stammenden Familie von Gaudecker.
Um 1784 gab es in Kerstin einen Prediger, einen Küster, acht Bauern, einen Predigercolonus, zwei Kossäten und eine Schmiede bei 31 Feuerstellen. Nach der in der ersten Hälfte des 19. Jahrhunderts durchgeführten Separation wurden Bauerndorf und Rittergut politisch getrennt. Im Jahre 1928 wurden die Gutsbezirke Kerstin und Krühne (polnisch: Skronie) mit der Landgemeinde Kerstin vereinigt.
Im Jahre 1780 zählte Kerstin 217 Einwohner. Ihre Zahl stieg bis 1864 auf 386 in 61 Familien, betrug 1871 bereits 406 und sank bis 1910 auf 361. Im Jahr 1933 wurden 409 Einwohner registriert, 1939 waren es 405.
Die letzten Gutsbesitzer waren der Landwirt Albert Scipio Barnabas von Gaudecker (* 1799; † 1866), dann dessen Sohn Leo von Gaudecker (* 1827; † 1897), in der Erbfolge wiederum an dessen Sohn Regierungsassessor Albert von Gaudecker-Kersin (* 1863; † 1933), verheiratet mit Hildegard von Lettow-Vorbeck (* 1874; † 1948). Sie übergaben Gut Kerstin ihrem einzigen Sohn, Major d. R. a. D. Hermann von Gaudecker (* 1903; † 1986). Er war verheiratet mit Helma Wahnschaffe (* 1906; † 1999), Tochter des Chefs der Reichskanzlei Arnold Wahnschaffe, und wurde Senior des Familienverbandes der von Gaudecker.
Bis 1945 wurden in der Gemeinde Kerstin neben Kerstin die Wohnplätze Fuchsmühle, Johannesthal und Krühne amtlich geführt. Kerstin war Sitz eines Amts- und Standesamtbezirkes, zu dem auch die Gemeinde Pobloth gehörte, und lag im Landkreis Kolberg-Körlin in der preußischen Provinz Pommern.
Nach dem Einmarsch der Roten Armee im Jahre 1945 und der nachfolgenden polnischen Inanspruchnahme wurde die einheimische Bevölkerung aus Kerstin vollständig vertrieben. Das nun in Karścino umbenannte Dorf wurde anfangs in die Gemeinde Gościno (Groß Jestin) im Powiat Kołobrzeski (Kreis Kolberg) eingegliedert, kam 1975 aber zum Powiat Białogardzki (Kreis Belgard) und gehört seit 1973 zur Stadt- und Landgemeinde Karlino (Körlin) in der Woiwodschaft Westpommern (1975 bis 1998 Woiwodschaft Köslin). Karścino ist heute auch Sitz eines Schulzenamtes, dem der Ort Chotyń (Neu Kowanz) angeschlossen ist.

## Kirche

### Pfarr-/Dorfkirche

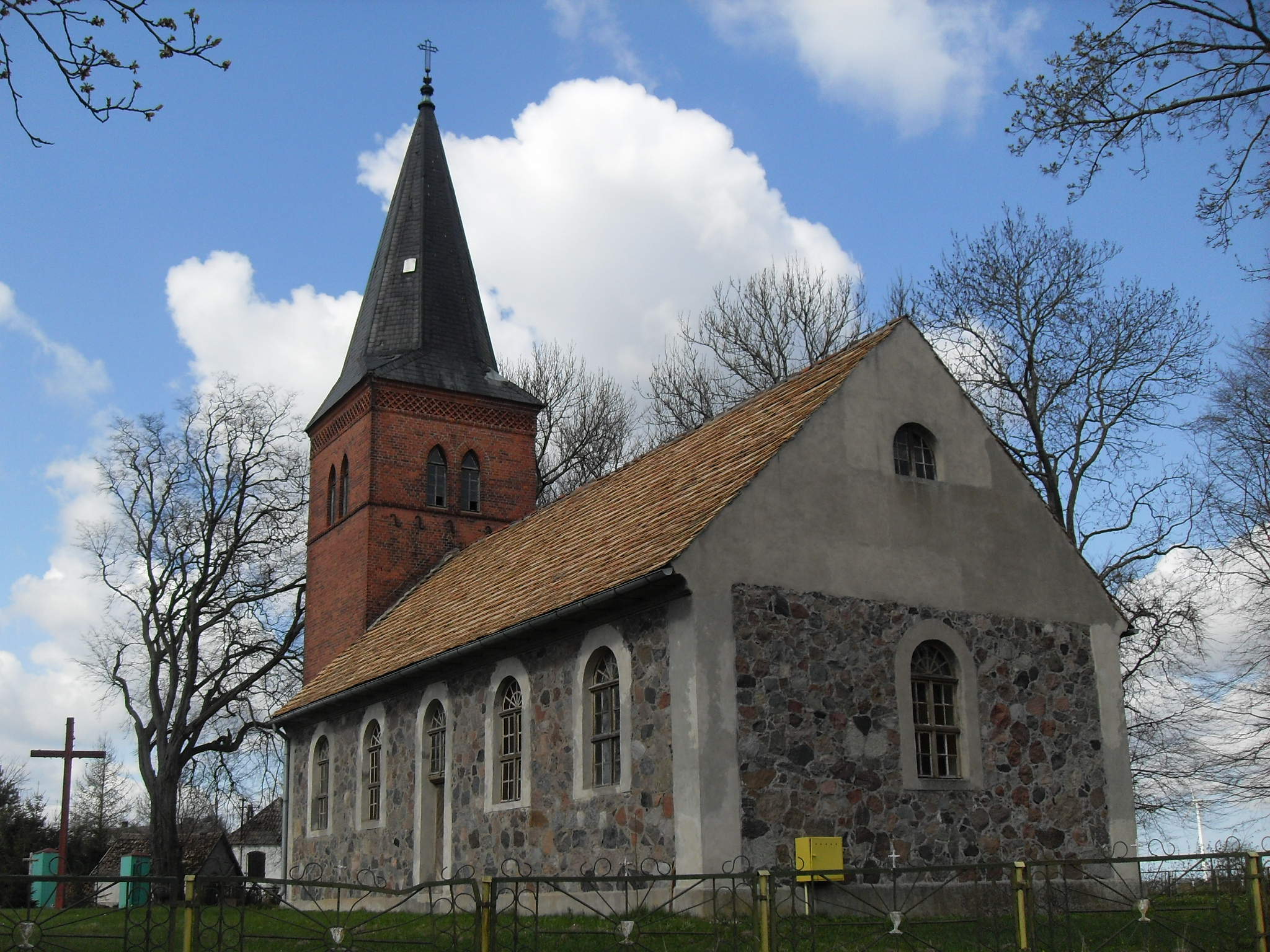
Kirche in Kerstin

Die Kirche von Kerstin stammt aus dem 13. Jahrhundert und wurde 1830 grundlegend renoviert, aber in ihrer Form nicht verändert. Der alte Holzturm wurde 1886 durch einen massiven Turm mit achteckigem Helm ersetzt.
Von der reichhaltigen alten Ausstattung war bis 1945 noch fast alles erhalten geblieben.

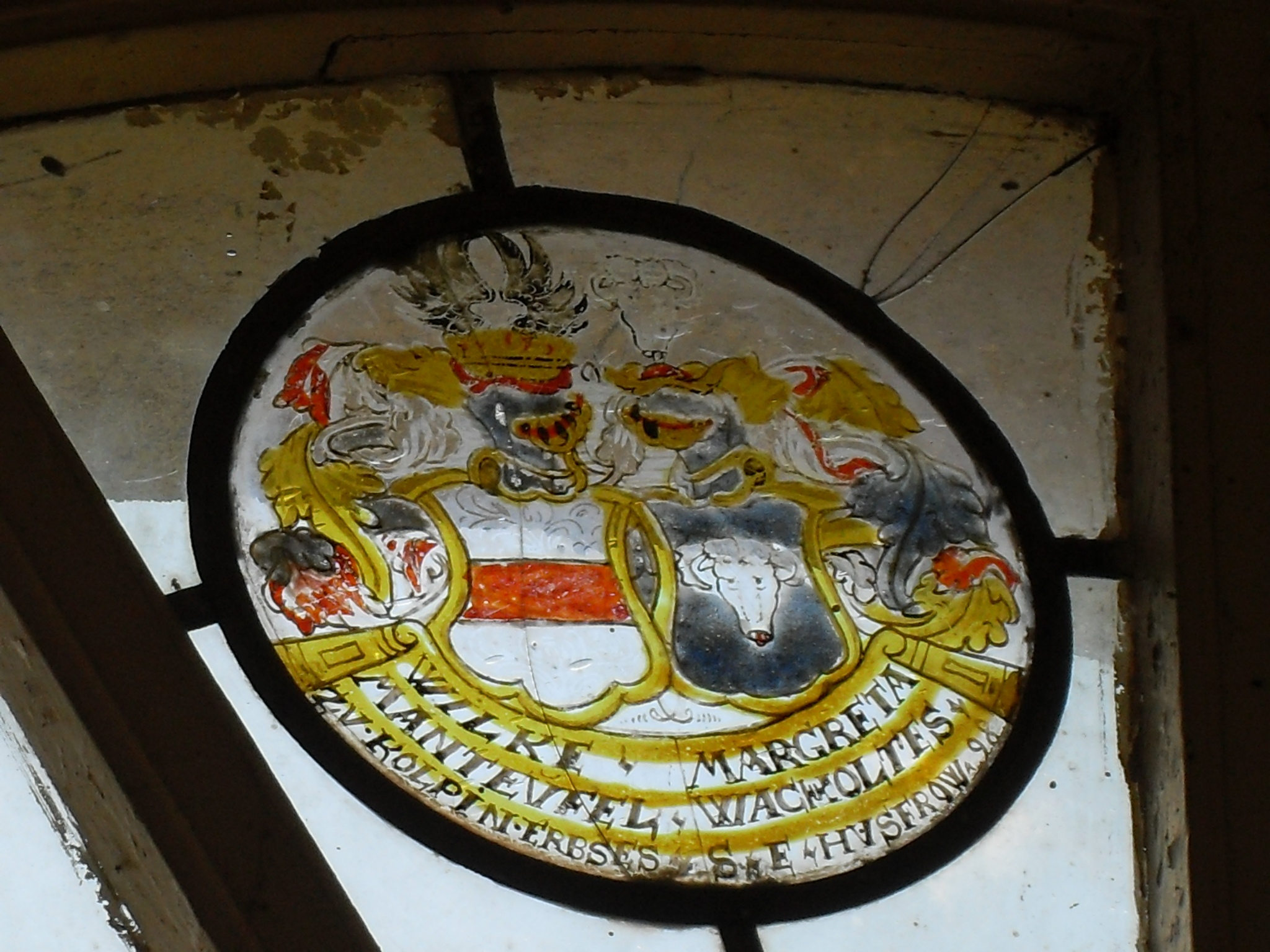
Fensterwappen an der ursprünglichen Verglasung der Kirche

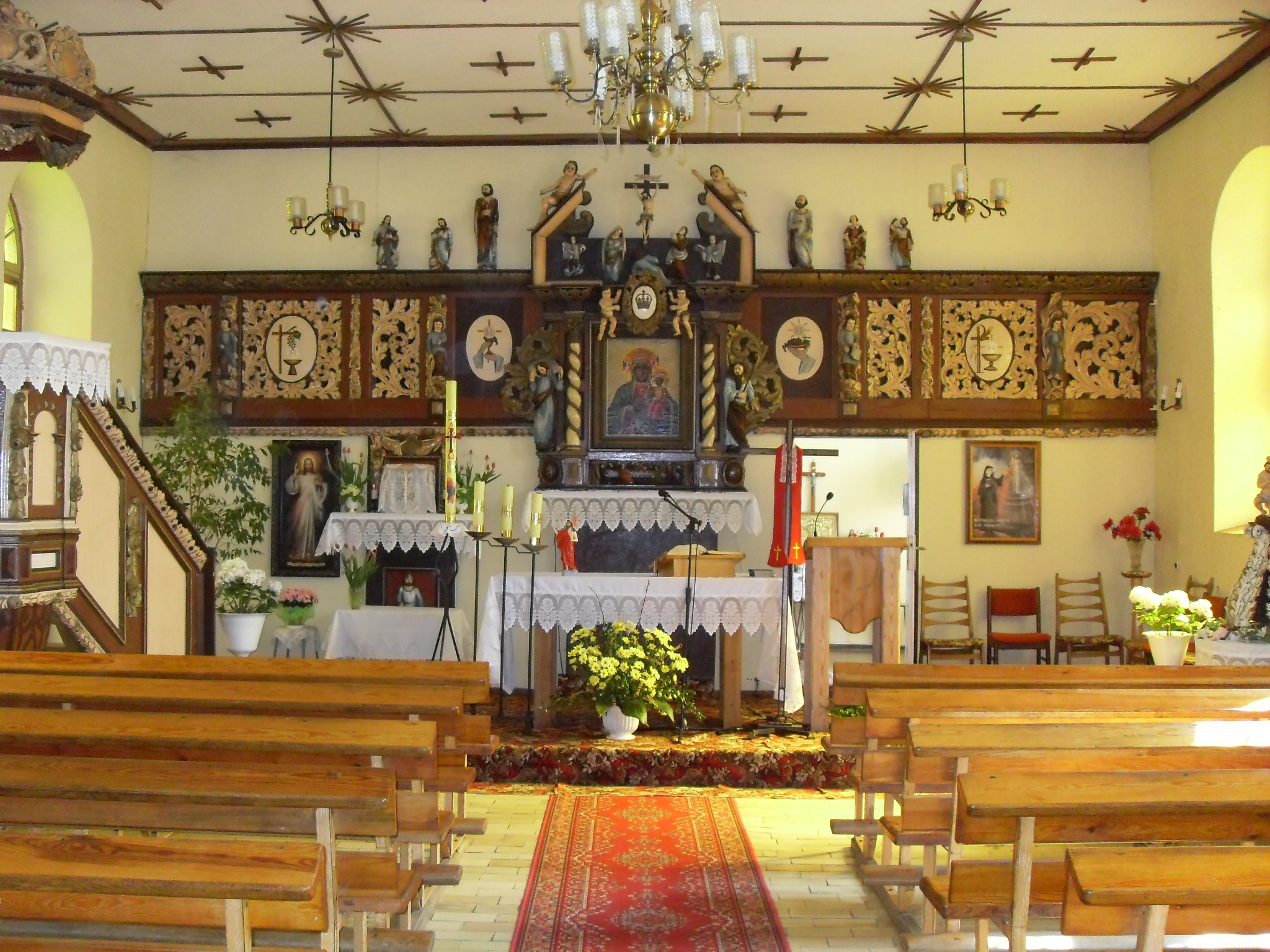
Altar aus dem Jahre 1696

Der Altar, ein barockes, hölzernes Schnitzwerk aus dem Jahre 1696 zeigte im Mittelfeld den gekreuzigten Christus mit Maria, Johannes und Maria Magdalena vor dem Kreuz. Die Predella enthielt eine geschnitzte Darstellung des Abendmahls. Der Altar hat bis heute eine Vereinfachung erfahren, das Altarbild zeigt Maria mit dem Kind.
Ähnlich verhält es sich bei der Kanzel, die älter als der Altar ist und auf einem noch älteren Kanzelfuß steht. Der Taufstein aus dem Jahre 1697 hat eine noch erhaltene Bekrönung mit der Abbildung der Taufe Jesu.
An der Ostwand der Kirche sind die Sandsteingrabsteine des Hanns Manteuffel (Kruckenbeck, † 1594) und Henning Manteuffel in Ritterrüstung aufgestellt. Zwei Epitaphe sind dem 1704 gefallenen Antonius Bogislaus von Manteuffel und der Sophie Charlotte von Manteuffel gewidmet. Als Besonderheit zeigt das Epitaph der Sophie eine alte Dorfansicht (rechts). Links ist eine Rodung dargestellt, mit dem Hinweis der Hofgründung.

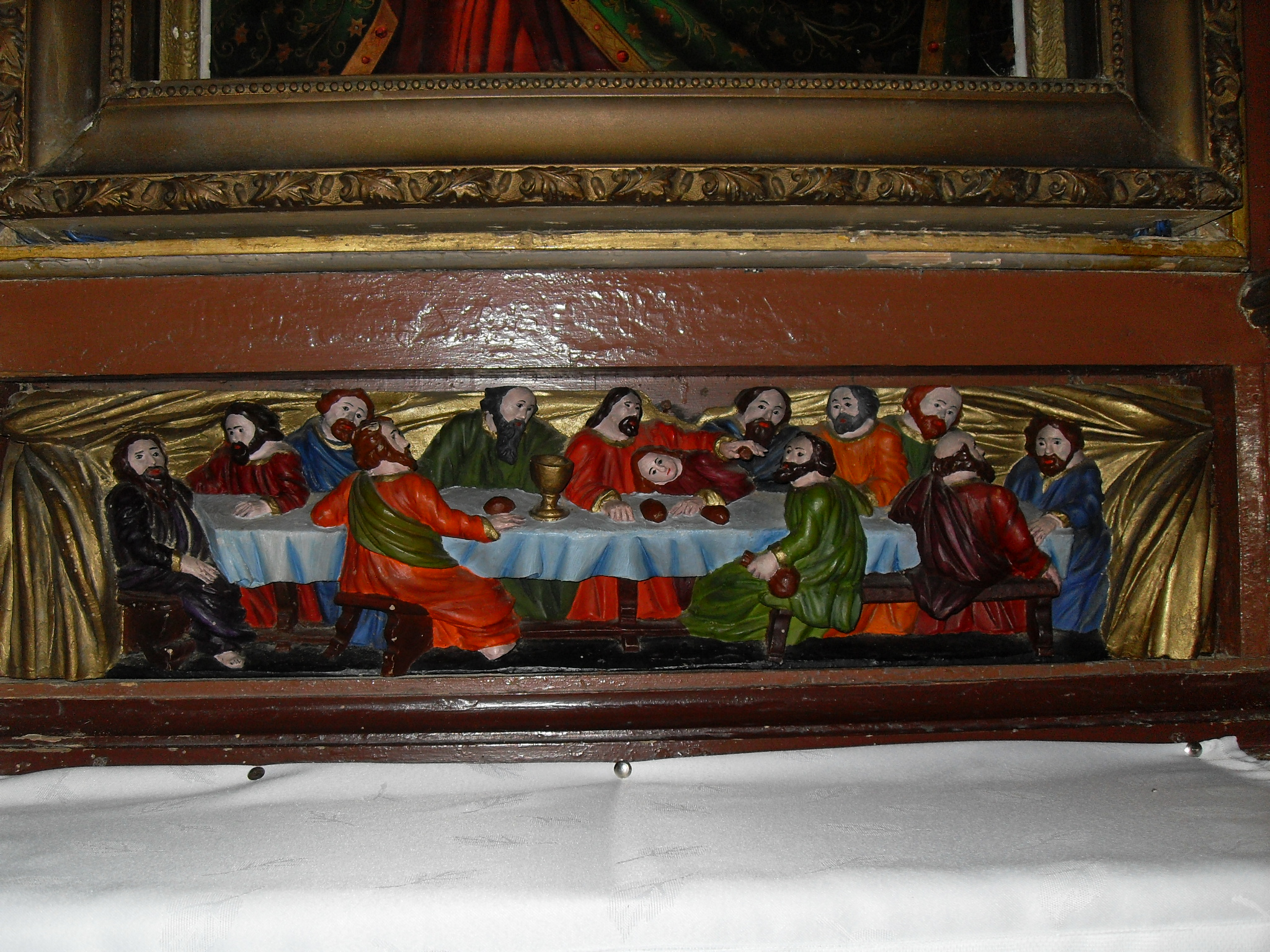
Das Abendmahl (Detailansicht)

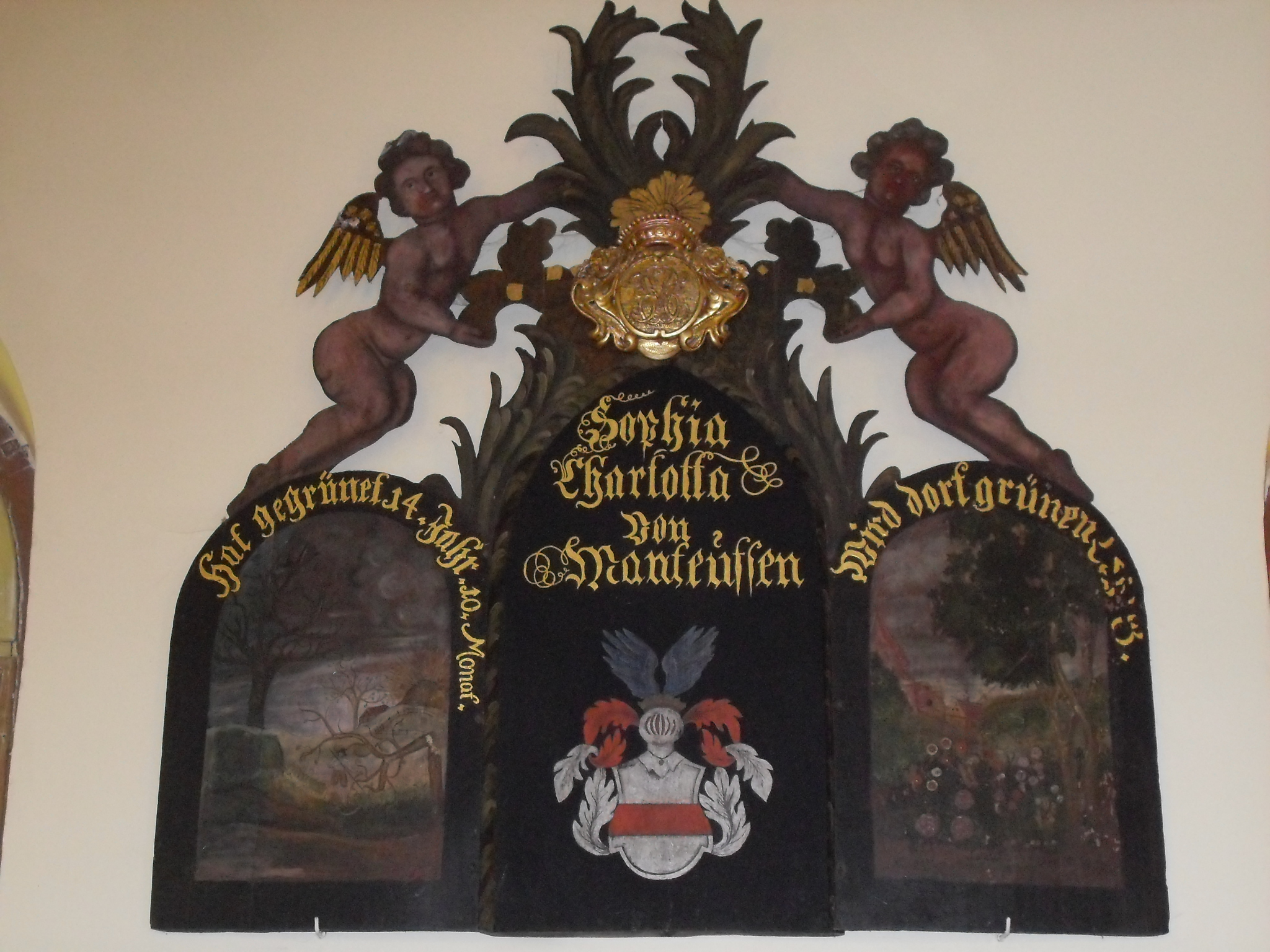
Epitaph der Sophie Charlotte v. Manteuffel

In das aus vorreformatorischer Zeit stammende Gotteshaus zog mit der Reformation 1539 die lutherische Predigt ein. Nach mehr als 400 Jahren wurde das Gebäude 1945 zugunsten der katholischen Kirche enteignet. Diese weihte es am 13. April 1953 neu, verbunden mit der Namensgebung als Kościół pw. Matki Boskiej Częstochowskiej („Kirche der Gottesmutter von Tschenstochau“).

### Kirchspiel/Pfarrei
Kerstin war ein altes Kirchdorf. Zu seinem bis 1945 evangelischen Kirchspiel gehörten die Orte Krühne und Groß Pobloth (Pobłocie Wielkie), außerdem die Filialkirchengemeinde Kruckenbeck. Das Kirchenpatronat hatten die Besitzer der Rittergüter Kerstin und Kruckenbeck inne, zuletzt Hans von Gaudecker auf Kerstin und Leo von Gaudecker auf Kruckenbeck.
Im Jahre 1940 zählte das Kirchspiel Kerstin insgesamt 869 Gemeindemitglieder, von denen 649 zur Muttergemeinde Kerstin und 22 zur Tochtergemeinde Kruckenbeck gehörten. Bis 1945 war Kerstin in den Kirchenkreis Belgard im Ostsprengel der Kirchenprovinz Pommern der Kirche der Altpreußischen Union eingegliedert.
Seit 1945 lebt in Karścino eine überwiegend römisch-katholische Einwohnerschaft. Die vormalige Pfarrkirche ist jetzt nur noch Filialkirche, und zwar innerhalb der Pfarrei Robuń (Rabuhn), die zum Dekanat Gościno (Groß Jestin) im Bistum Köslin-Kolberg der Katholischen Kirche in Polen gehört.
Hier lebende evangelische Kirchenglieder sind der Kösliner Kirchengemeinde Zum Guten Hirten der Gertraudenkirche angegliedert, die zur Diözese Pommern-Großpolen der Evangelisch-Augsburgischen Kirche in Polen gehört.

### Pfarrer 1539 bis 1945
Von der Einführung der Reformation bis 1945 amtierten in Kerstin 16 evangelische Pfarrer:
| - Peter Flemming, 1539–1572 - Joachim Willich, 1579–1602 - Jakob Eichmann, 1604–1648 - Tobias Tibbe, 1650–1698 - Georg Becker (Pistorius), 1699–1713 - Christian Strempel, 1714–1725 - Joachim Balthasar Wagenseil, 1726–1754 - Johann Gottlieb Ramler, 1754–1779 - Johann Andreas Tesmar, 1778–1797 - Karl Friedrich Wilhelm Plath, 1798–1810 | - Christian Gottlieb Ludwig Steinbrück, 1810–1848 - Karl Ludwig Heidler, 1849–1874 - Karl Paul Kleophas Bauer, 1874–1882 (danach Vakanzvertretung durch den Pfarrer in Karvin (polnisch: Karwin)) - Max Johannes Richard Bienengräber, 1889–1892 - Richard Ferdinand Heinrich Franke, 1892–1928 - Wolfgang Krössin, 1938–1945 |

## Schule
In Kerstin war nach dem Ersten Weltkrieg ein neues Schulhaus errichtet worden mit einem Klassenraum und einer Lehrerwohnung. 1939 wurden hier 57 Kinder unterrichtet. Seit 1930 besuchten auch die Kinder aus Krühne (polnisch: Skronie) die Schule in Kerstin. Der letzte deutsche Lehrer war Gustav Erdmann.

## Söhne und Töchter des Ortes
- Jakob von Manteuffel (1607–1661), brandenburgischer Obrist und Kommandeur über die pommersche Reiterei und die des Stifts Cammin
- Ernst Christoph Reichsgraf von Manteuffel (1676–1749), kursächsischer Gesandter und Kabinettsminister
- Emil von Gaudecker (1831–1893), deutscher Rittergutsbesitzer und Mitglied des Preußischen Abgeordnetenhauses